# Leonhard Münst
Leonhard Luis Münst (* 22. Januar 2002 in Stuttgart) ist ein deutscher Fußballspieler.

## Karriere
Münst spielte in der Jugend der Stuttgarter Kickers, bevor er 2013 zum Stadtrivalen VfB Stuttgart wechselte. 2019 gewann er mit den A-Junioren des VfB den DFB-Pokal der Junioren. Im April 2021 wurde er in den Kader der zweiten Mannschaft befördert. Bis Saisonende kam er zu zehn Einsätzen für die Reserve des VfB in der viertklassigen Regionalliga Südwest, wobei er ein Tor erzielte. Im Sommer 2021 schloss er sich auf Leihbasis dem Schweizer Erstligisten FC St. Gallen an. Nach zwei Partien für die zweite Mannschaft in der viertklassigen 1. Liga gab er am 12. September 2021 beim 1:5 gegen den Servette FC schließlich sein Debüt in der Super League, als er in der 76. Minute für Victor Ruiz Abril eingewechselt wurde. Im Sommer 2023 kehrte er zur zweiten Mannschaft des VfB Stuttgart zurück. Mit den Stuttgartern wurde er in der Saison 2023/24 Meister der Regionalliga Südwest und stieg in die 3. Liga auf.
Zur Saison 2025/26 wechselte Münst innerhalb der 3. Liga zu Viktoria Köln.

## Titel und Erfolge
- Meister der Regionalliga Südwest und Aufstieg in die 3. Liga: 2024
- DFB-Pokalsieger der Junioren: 2019